# Miltochrista fuscescens
Miltochrista fuscescens är en fjärilsart som beskrevs av Butler 1877. Miltochrista fuscescens ingår i släktet Miltochrista och familjen björnspinnare. Inga underarter finns listade i Catalogue of Life.